# São João de Loure e Frossos
São João de Loure e Frossos es una freguesia portuguesa del municipio de Albergaria-a-Velha, distrito de Aveiro.

## Historia
Fue creada el 28 de enero de 2013 en aplicación de una resolución de la Asamblea de la República de Portugal promulgada el 16 de enero de 2013 con la unión de las freguesias de Frossos y São João de Loure, estando situada su sede en la antigua freguesia de São João de Loure.

## Demografía
| Gráfica de evolución demográfica de São João de Loure e Frossos entre 2011 y 2021 |
|                                                                                   |
| Datos según el nomenclátor publicado por el INE portugués.                        |